# ボルジョミ
ボルジョミ（グルジア語: ბორჯომი, Borjomi）はジョージア南部、サムツヘ＝ジャヴァヘティ州北西部の都市。
水のきれいな保養地として知られる。この町の鉱泉から湧出するミネラルウォーターが有名で、この町の名を冠したミネラルウォーターもある。現在、ミネラルウォーターはジョージアの輸出品のナンバーワンとなっている。人口は約10,546人。
近くのボルジョミ渓谷は景勝地である。また、帝政ロシア時代の貴族の別荘（現在はサナトリウム）もあり、現在は観光資源となっている。スキーリゾートのバクリアニ（Bakuriani）も近い。ボルジョミはバクリアニと連携し、2014年冬季オリンピック開催に立候補したが、落選した。

## 主な出身者
- ノダル・クマリタシビリ - バンクーバーオリンピックで事故死したリュージュ選手。